# Барит (Минесота)
Барит (енгл. Barrett) град је у америчкој савезној држави Минесота.

## Демографија
По попису из 2010. године број становника је 415, што је 60 (16,9%) становника више него 2000. године.
| Група             | 2000.       | 2010.       |
| Белци             | 351 (98,9%) | 413 (99,5%) |
| Афроамериканци    | 0 (0,0%)    | 0 (0,0%)    |
| Азијати           | 0 (0,0%)    | 0 (0,0%)    |
| Хиспаноамериканци | 0 (0,0%)    | 2 (0,5%)    |
| Укупно            | 355         | 415         |